# Город (телеканал, Иркутск)
Город — бывший иркутский телеканал, основанный в 1998 году. 26 декабря 2007 года прекращено производство собственных программ, вещание целиком передано телеканалу 7ТВ. Окончательно прекратил существование в 2009 году.

## История
Компания начала работу на телевизионном рынке Иркутска в 1998 году.
Сначала как студия-продакшн и занималась изготовлением программ, рекламы, документальных фильмов, а также изготовлением и размещением сюжетов для центральных телеканалов (НТВ и ОРТ).
3 июля 2000 года телекомпания впервые вышла в эфир на 21 ТВК под именем «СТВ». Изначально сетевым партнёром был ТВ-6 Москва.
С декабря 2001 года началось совместное вещание каналов Культура и 7ТВ, но уже в марте 2002 года новым партнёром стал ТВ3.
17 декабря СТВ сменил название и стал именоваться «Телекомпания „Город“».
Также канал стал иметь чёткий ориентир на жизнь города и горожан, начал себя позиционировать как «городской канал». С 2004 года проводил общегородскую акцию «ОтМОЙ город».
Новый партнёр на 21 ТВК с августа 2005 года — канал «Домашний».
5 сентября 2005 года совместно с московской компанией АТВ запустило программу «Иркутское „Времечко“».
Той же осенью канал распространил своё вещание на 1 ТВК (Телеканал «Спорт») и 41 ТВК (MTV).
В феврале 2007 года 41-й канал перешёл к медиахолдингу АС Байкал ТВ, где спустя год вместо MTV был запущен «Домашний», который некоторое время вещал одновременно на 2 телеканалах, но с разными партнёрами.
5 марта 2007 г. «Город» отказался от трансляции «Домашнего» и начал работу с «Пятым каналом», однако сотрудничество оказалось недолгим, поскольку питерский телеканал получил собственную лицензию на 25 ТВК.
Последним партнёром летом 2007 года стал 7ТВ, который к 2009 году впоследствии и вытеснил «Город» из эфира.

## Программы, выходившие на канале
| Название программы                    | Описание |
| ------------------------------------- | --- |
| Новости ВОВРЕМЯ (ранее «Новости СТВ») | Ежедневная информационная программа в прямом эфире о жизни города.                                                                     |
| НЧС — Новости Чрезвычайных Ситуаций   | Хроника преступлений и происшествий за прошедший день.                                                                                 |
| За окном                              | Оперативная информация о погоде в городе и области на предстоящие сутки и гороскоп.                                                    |
| Во-первых (ранее «В кулуарах»)        | Тайны наиболее громких событий, произошедших в Иркутске, детали наиболее важных решений, принятых властью.                             |
| От Соседского ИнформБюро              | Информационно-познавательная программа. Полезные советы на различные бытовые темы. Программа-обладательница премии "ТЭФИ-Регион 2002". |
| Скорей бы вечер                       | Афиша и анонсы культурных мероприятий.                                                                                                 |
| Сервер                                | Новости мира hi-tech, компьютерных игр, интернета, мобильных телефонов.                                                                |
| Цветочные истории                     | Программа для садоводов. |
| Зри в корень                          | Ежедневный обзор книжных новинок. |
| Иркутское «Времечко»                  | Новости, публицистика, расследование, интервью и ток-шоу в одной программе.                                                            |
| Копилка                               | Программа о том, как сэкономить и выгодно вложить средства.                                                                            |
| Простые мечты                         | Телевизионный проект, в котором каждую неделю исполнялись мечты детдомовских детей.                                                    |
| Климат-контроль                       | Рассказ о самых интересных спортивных событиях.                                                                                        |

## Закрытие
В августе 2007 года Юрий Якубовский (владедец ТК «Город») продал акции ООО «Байкал Информ Бюро» компании «Региональная медиагруппа». По словам Юрия Якубовского, расстаться с телевизионным бизнесом заставила его низкая эффективность. Также он заявил, что «В России практически не осталось сетевых партнёров, разве „Звезда“ и „Спорт“, но их аудитория мала».
До конца 2007 года «Город» ещё продолжал вещание, которое всё сильнее сокращалось. В итоге телеканал перестал производить собственные программы и в эфир не стала выходить даже местная реклама. В конце 2008 года около трёх месяцев ТРК «Rегион» работала на 21 кнопке по будням в течение часа, но потом ушла в кабельные сети. Логотип ТК «Город» простоял вплоть до 2009 года.